# 迪尔福
迪尔福（法語：Durfort，法語發音：[dyʁfɔʁ]）是法国奥克西塔尼大区塔恩省的一个市镇，属于卡斯特尔区。

## 地理
迪尔福（43°26'18"N, 2°4'4"E）面积4.54 平方千米，位于法国奧克西塔尼大區塔恩省，该省份为法国南部内陆省份，北起顺时针与阿韦龙省、埃罗省、奥德省、上加龙省和塔恩-加龙省接壤。
与迪尔福接壤的市镇（或旧市镇、城区）包括：莱卡马兹、索雷兹。

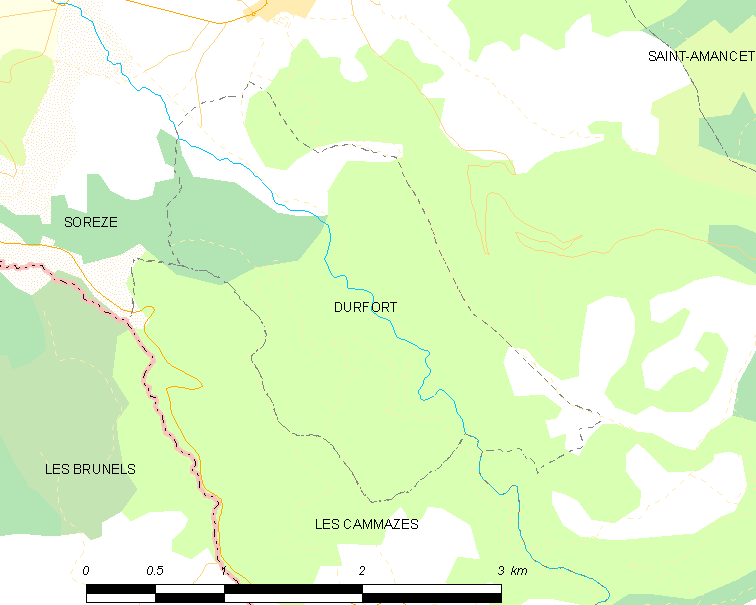
迪尔福的OSM定位图

迪尔福的时区为UTC+01:00、UTC+02:00（夏令时）。

## 行政
迪尔福的邮政编码为81540，INSEE市镇编码为81083。

## 政治
迪尔福所属的省级选区为努瓦尔山县。

## 人口

1962-2008年间迪尔福人口变化图示

迪尔福于2022年1月1日时的人口数量为253人。